# Jan Myšák
Jan Myšák (* 24. června 2002 Litvínov) je český lední hokejista, hrající za klub San Diego Gulls v AHL. V roce 2020 reprezentoval český národní tým do 20 let na MSJ v Ostravě a Třinci.

## Hráčská kariéra
Jako junior hrál za juniory Litvínova a už i v juniorských soutěžích předváděl ohromující výsledky kdy v 37 zápasech dokázal získat 89 kanadských bodů. V sezóně 2018/19 a 2019/2020 už nastupoval v Extralize za HC Verva Litvínov a v polovině sezóny přestoupil do kanadského klubu Hamilton Bulldogs, který hraje v OHL.
V dubnu 2021 podepsal s Montrealem, který si ho vybral na draftu NHL 2020, vstupní tříletou nováčkovskou smlouvu. V říjnu 2021 se vrátil do řad Hamilton Bulldogs a probojoval se až do finále Memorial Cupu. Následující dvě sezóny strávil v řadách Laval Rocket, který je farmou Montrealu.
V březnu 2024 byl vytrejdován do Anaheimu výměnou za kanadského útočníka Jacoba Perreaulta. Dalších čtrnáct zápasů odehrál ve farmářském klubu Anaheimu San Diego Gulls.
Myšák reprezentoval Česko na Mistrovství světa v ledním hokeji do 18 let 2018 a na Mistrovství světa juniorů v ledním hokeji 2020, které se konalo v Ostravě a Třinci, kde vypadl s reprezentací ve čtvrtfinále.

## Statistiky

### Klubové statistiky
| Sezóna      | Klub              | Soutěž      |     | Základní část | Základní část | Základní část | Základní část | Základní část |   | Play off | Play off | Play off | Play off | Play off |
| Sezóna      | Klub              | Soutěž      | Z   | G             | A             | B             | TM            | Z             | G | A        | B        | TM       |          |          |
| 2018–19     | HC Litvínov       | ELH         | 31  | 3             | 4             | 7             | 2             | —             | — | —        | —        | —        |          |          |
| 2019–20     | HC Litvínov       | ELH         | 26  | 5             | 4             | 9             | 2             | —             | — | —        | —        | —        |          |          |
| 2019–20     | Hamilton Bulldogs | OHL         | 22  | 15            | 10            | 25            | 10            | —             | — | —        | —        | —        |          |          |
| 2020–21     | HC Litvínov       | ELH         | 11  | 0             | 1             | 1             | 14            | —             | — | —        | —        | —        |          |          |
| 2020–21     | Laval Rocket      | AHL         | 22  | 2             | 0             | 2             | 0             | —             | — | —        | —        | —        |          |          |
| 2021–22     | Hamilton Bulldogs | OHL         | 61  | 34            | 30            | 64            | 6             | 17            | 4 | 7        | 11       | 4        |          |          |
| 2022–23     | Laval Rocket      | AHL         | 40  | 5             | 4             | 9             | 8             | —             | — | —        | —        | —        |          |          |
| 2023–24     | Laval Rocket      | AHL         | 48  | 13            | 7             | 20            | 20            | —             | — | —        | —        | —        |          |          |
| 2023–24     | San Diego Gulls   | AHL         | 14  | 1             | 0             | 1             | 4             | —             | — | —        | —        | —        |          |          |
| ELH celkově | ELH celkově       | ELH celkově | 68  | 8             | 9             | 17            | 18            | —             | — | —        | —        | —        |          |          |
| AHL celkově | AHL celkově       | AHL celkově | 124 | 21            | 11            | 32            | 32            | —             | — | —        | —        | —        |          |          |

### Reprezentační statistiky
| Rok                            | Tým                            | Soutěž                         | Z                              | G  | A  | B  | TM |   |
| ------------------------------ | ------------------------------ | ------------------------------ | ------------------------------ | -- | -- | -- | -- | - |
| 2018                           | Česko                          | WHCH-17                        | 5                              | 1  | 1  | 2  | 0  |   |
| 2019                           | Česko                          | MS-18                          | 5                              | 0  | 3  | 3  | 0  |   |
| 2019                           | Česko                          | HGC                            | 4                              | 2  | 0  | 2  | 0  |   |
| 2020                           | Česko                          | MSJ                            | 5                              | 1  | 1  | 2  | 2  |   |
| 2021                           | Česko                          | MSJ                            | 5                              | 2  | 1  | 3  | 0  |   |
| 2022                           | Česko                          | MSJ                            | 7                              | 4  | 4  | 8  | 0  |   |
| Juniorská reprezentace celkově | Juniorská reprezentace celkově | Juniorská reprezentace celkově | Juniorská reprezentace celkově | 31 | 10 | 10 | 20 | 2 |